# Behold Studios
Behold Studios é uma desenvolvedora de jogos eletrônicos brasileira, fundada em junho de 2009 em Brasília, no Distrito Federal, na incubadora do Centro de Apoio ao Desenvolvimento Tecnológico (CDT) da Universidade de Brasília (UnB). Com o tempo, o estúdio expandiu suas operações internacionalmente, estabelecendo presença em Toronto, Canadá, onde atualmente está sediado. 
Ficou mundialmente conhecida ao conquistar diversos prêmios na SBGames 2012 com os jogos Save My Telly e Knights of Pen & Paper e ao participar de festivais como o Independent Games Festival 2012. Knights of Pen & Paper foi lançado em 2013 e conseguiu ultrapassar o faturamento de R$ 1 milhão. A empresa também é a criadora do jogo Chroma Squad, lançado em Abril de 2015, que foi bem recebido pelas críticas e alcançou a marca de R$ 600 mil em apenas uma semana.Em 2017 a empresa lançou o jogo Galaxy of Pen and Paper e em fevereiro de 2020 lançou o jogo Out of Space.